# لويس كارلوس (لاعب كرة قدم مواليد 1987)
لويس كارلوس (بالبرتغالية: Luís Carlos Dallastela‏) هو لاعب كرة قدم برازيلي في مركز حراسة المرمى، ولد في 28 يوليو 1987 في كوريتيبا في البرازيل. لعب مع جمعية بورتوغيزا الرياضية ونادي بارانا ونادي سيارا ونادي يبيرانغا.

## وصلات خارجية
- لويس كارلوس (لاعب كرة قدم مواليد 1987) على موقع قاعدة بيانات كرة القدم.إي يو (الإنجليزية)
- لويس كارلوس (لاعب كرة قدم مواليد 1987) على موقع Soccerway.com (الإنجليزية)